# Alucemas (província)
Alucemas (em francês: Al Hoceima) é uma província de Marrocos, localizada no centro norte do país, na costa do Mediterrâneo, com uma área de 3 550 km² e 398.192  habitantes (em 2014). Administrativamente pertence à região de Tânger-Tetuão-Alucemas e tem como capital a cidade de Alucemas. A província é caracterizada em grande parte por uma inclinação que varia de 10% a 40%.

## Limites
Os limites administrativos da província são:
- Norte pelo Mediterrâneo[3].
- Leste pela província de Nador[3].
- Oeste pelas províncias de Xexuão e Taounate[3].
- Sul pelas províncias de Taza[3] e Taounate.

## Clima
O clima da província é do tipo mediterrâneo e caracterizado por invernos chuvosos e frios e verões secos e quentes. A classificação do clima é BSh segundo Köppen e Geiger. Alucemas tem uma temperatura média de 18,1 °C. A pluviosidade média anual é de 272 mm. A  temperatura média anual da água é de cerca de 19 °C. As temperaturas mensais mais baixas da água são alcançadas em fevereiro, por volta de 15,40 °C. As temperaturas médias mais altas da água são de cerca de 23,8 °C e são registradas durante agosto.

## Paisagem geográfica
O relevo da província consiste em três unidades distintas, das quais o maciço de Bokkoyas (500 a 750 m) constitui a parte norte, composta por montanhas de xisto ou arenito. A unidade central da província é ocupada por uma área de altas montanhas dobradas, formada por bancos de arenito em quartzito ou séries de arenito do tipo flysch. A terceira unidade, localizada no extremo sudoeste da província, consiste em uma área de montanhas e colinas baixas.

### Parque Nacional de Alucemas
O Parque Nacional de Alucemas, a leste do estreito de Gibraltar, oferece um exemplo de 47 000 hectares da diversidade de águas e costas do Mediterrâneo. Entre as falésias, a costa do parque está entre as mais bonitas da costa marroquina. Protegida, a fauna e a flora florescem livremente entre rochas e corais em águas de extraordinária claridade. A presença de três espécies de golfinhos (golfinho-comum, golfinho-azul-e-branco e golfinho), classifica este parque entre os mais notáveis do Mediterrâneo. Um local excecional também por seu interesse ornitológico: 69 espécies de aves estão listadas, incluindo a águia-pesqueira. O parque também oferece abrigo para espécies muito raras, como a foca-monge-do-mediterrâneo e a gaivota-de-audouin.

## História
A região de Alucemas é conhecida principalmente pela sua história contra o poder colonial espanhol. Abd el-Krim el-Khattabi, natural da província, é uma das figuras emblemáticas da Guerra do Rife. 

## Cultura
Província amazigue (berbere), Alucemas é caracterizada por sua língua rifenha (tarifite) específica e pelos seus costumes locais barberes.

## Organização administrativa
A província está dividida em cinco municípios e quatro círculos (que por sua vez se dividem em 36 comunas).

### Os municípios
Os municípios são divisões de caráter urbano.
| Municípios   | Área (em km²) | Habitantes (em 2014) |
| ------------ | ------------- | -------------------- |
| Alucemas     | 15,4          | 56 716               |
| Imzouren     | 16,4          | 33 852               |
| Bni Bouayach | 26,2          | 18 271               |
| Targuist     | 5,69          | 13 390               |
| Ajdir        |               | 5 314                |

### Os círculos
Os círculos são divisões de caráter rural, que por sua vez se dividem em comunas.
| Círculos      | Habitantes (em 2014) | Comunas |
| ------------- | -------------------- | --- |
| Ketama        | 97 903               | Abdelghaya Souahel, Bni Bouchibet, Issaguen, Ketama, Moulay Ahmed Cherif, Taghzout, Tamsaout                                                                         |
| Bni Ouriaghel | 85 956               | Ait Kamra, Ait Youssef Ou Ali, Arbaa Taourirt, Bni Abdallah, Bni Hadifa, Chakrane, Imrabten, Izemmouren, Louta, Nekkour, Rouadi, Tifarouine, Zaouiat Sidi Abdelkader |
| Targuist      | 50 317               | Bni Ahmed Imoukzan, Bni Ammart, Bni Bchir, Bni Bounsar, Sidi Boutmim, Sidi Bouzineb, Zarkt                                                                           |
| Bni Boufrah   | 37 935               | Bni Boufrah, Bni Gmil, Bni Gmil Maksouline, Senada |

#### As comunas
Os comunas são divisões de caráter rural, que se agrupam em círculos.
| Comuna                  | Círculo       | Área (em km²) | Habitantes (em 2014) |
| ----------------------- | ------------- | ------------- | -------------------- |
| Abdelghaya Souahel      | Ketama        | 216           | 25 817               |
| Issaguen                | Ketama        | 106           | 17 095               |
| Ketama                  | Ketama        | 150           | 17 351               |
| Tamsaout                | Ketama        | 73,5          | 13 711               |
| Ait Youssef Ou Ali      | Bni Ouriaghel | 65            | 12 673               |
| Bni Bouchibet           | Ketama        | 88            | 9 032                |
| Moulay Ahmed Cherif     | Ketama        | 82            | 9 765                |
| Taghzout                | Ketama        | 54            | 5 132                |
| Ait Kamra               | Bni Ouriaghel | 77            | 7 685                |
| Arbaa Taourirt          | Bni Ouriaghel | 112           | 5 187                |
| Bni Abdallah            | Bni Ouriaghel | 125           | 5 983                |
| Bni Hadifa              | Bni Ouriaghel | 44            | 5 594                |
| Chakrane                | Bni Ouriaghel | 128           | 4 761                |
| Imrabten                | Bni Ouriaghel | 110           | 8 715                |
| Izemmouren              | Bni Ouriaghel | 70            | 5 153                |
| Louta                   | Bni Ouriaghel | 59            | 4 428                |
| Nekkour                 | Bni Ouriaghel | 75            | 8 963                |
| Rouadi                  | Bni Ouriaghel | 186           | 7 131                |
| Tifarouine              | Bni Ouriaghel | 72            | 4 231                |
| Zaouiat Sidi Abdelkader | Bni Ouriaghel | 100           | 5 452                |
| Bni Ahmed Imoukzan      | Targuist      | 106           | 9 086                |
| Bni Ammart              | Targuist      | 140           | 6 654                |
| Bni Bchir               | Targuist      | 70            | 6 527                |
| Bni Bounsar             | Targuist      | 111           | 7 660                |
| Sidi Boutmim            | Targuist      | 118           | 9 988                |
| Sidi Bouzineb           | Targuist      | 110           | 3 711                |
| Zarkt                   | Targuist      | 112           | 6 691                |
| Bni Boufrah             | Bni Boufrah   | 160           | 9 653                |
| Bni Gmil                | Bni Boufrah   | 132           | 9 513                |
| Bni Gmil Maksouline     | Bni Boufrah   | 100           | 9 593                |
| Senada                  | Bni Boufrah   | 169           | 9 176                |

## Economia

### Pesca
A pesca marítima constitui uma atividade socioeconômica importante, por causa dos seus 100 quilômetros de extensão, na costa do Mediterrâneo. O porto de Alucemas é o quinto porto pesqueiro mais importante a nível nacional. Os principais peixes pescados são o peixe-branco, crustáceos, cefalópodes e peixe-espada.

### Agricultura
A produção de cereais ocupa o primeiro lugar na produção agrícola. A amendoeira é a árvore preferida na província devido à sua adaptação ao solo e às condições climáticas. Também importante é a produção de plantas aromáticas e medicinais na província. Relativamente à pecuária, predomina o gado bovino leiteiro. Também importante é o setor apícola que possui cerca de 9 730 colmeias.

### Indústria
Os principais polos industriais localizam-se em Ait Youssef e Al Hoceima.

#### Artesanato
O artesanato é caracterizada pela produção de peças em madeira de qualidade (por exemplo: mesas, bancos, baús, etc.), cerâmica, tecelagem de lã, metalurgia (ferro e aço são usados para produzir correntes, fechaduras, punhais, armas, etc.) e para fazer couro.

### Turismo

#### Histórico
O sítio arqueológico de Badés, que na Idade Média era o principal porto da cidade de Fez, as Torres de Alcalá construídas pelos portugueses no século XV, a casbá de Senada, que data da época de Mulei Ismail e a mesquita medieval de Douar d'Adouz.

#### Balnear
As baías de Alucemas], Cala Iris e Mestassa. As praias de qualidade de Asfiha, Bades, Cala Bonita, Espalmadero, Quemado, Sabadia, Souani e Tala-Youssef.

#### Natureza
O Parque Nacional de Alucemas e o vale de Taguezute. 

## Transporte
A cidade de Alucemas possui tanto um aeroporto (Aeroporto Cherif Al Idrissi) como um porto de passageiros (terceiro maior porto marroquino).